# クッサン・ド・リヨン

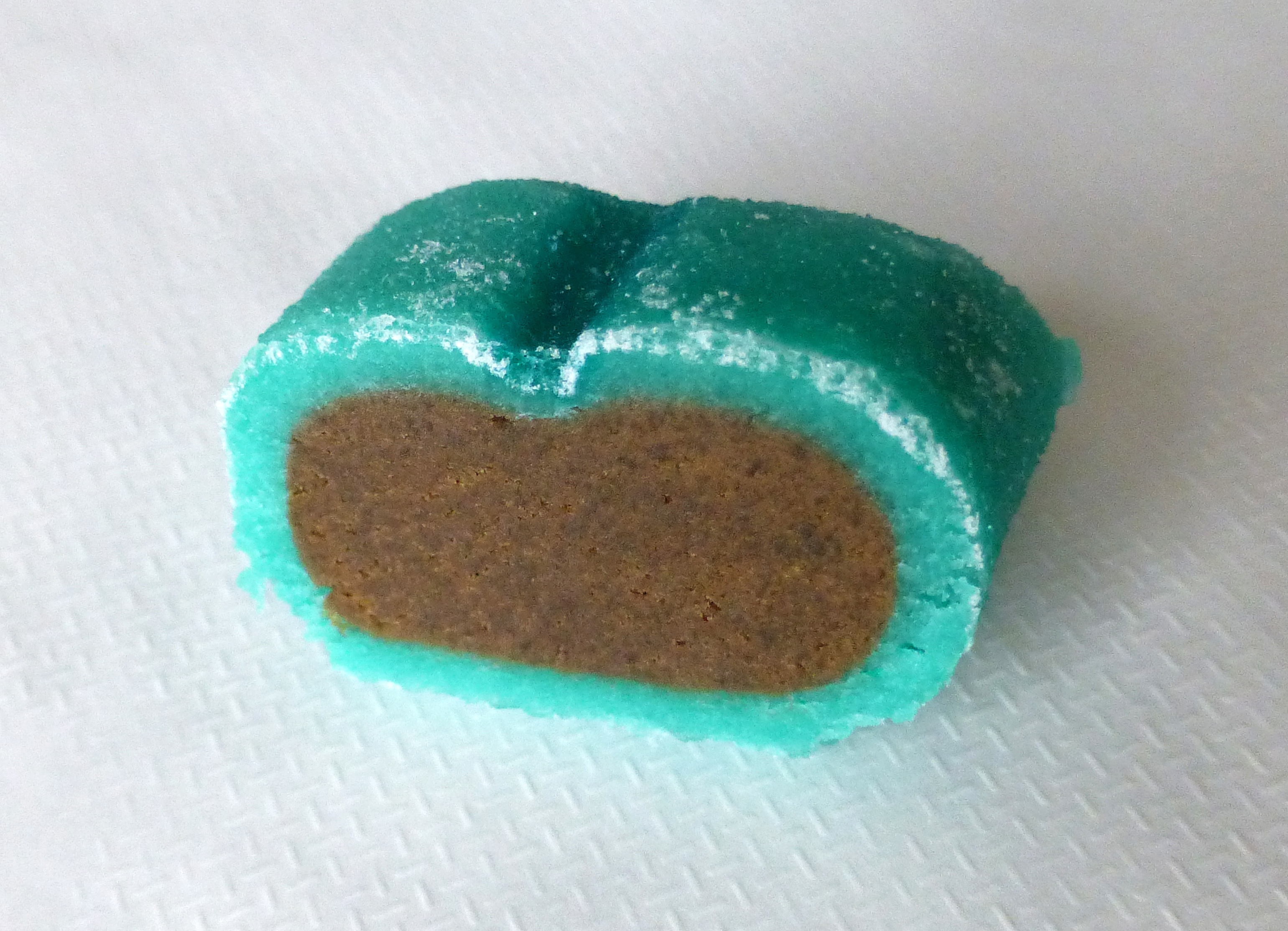
クッサン・ド・リヨンの断面

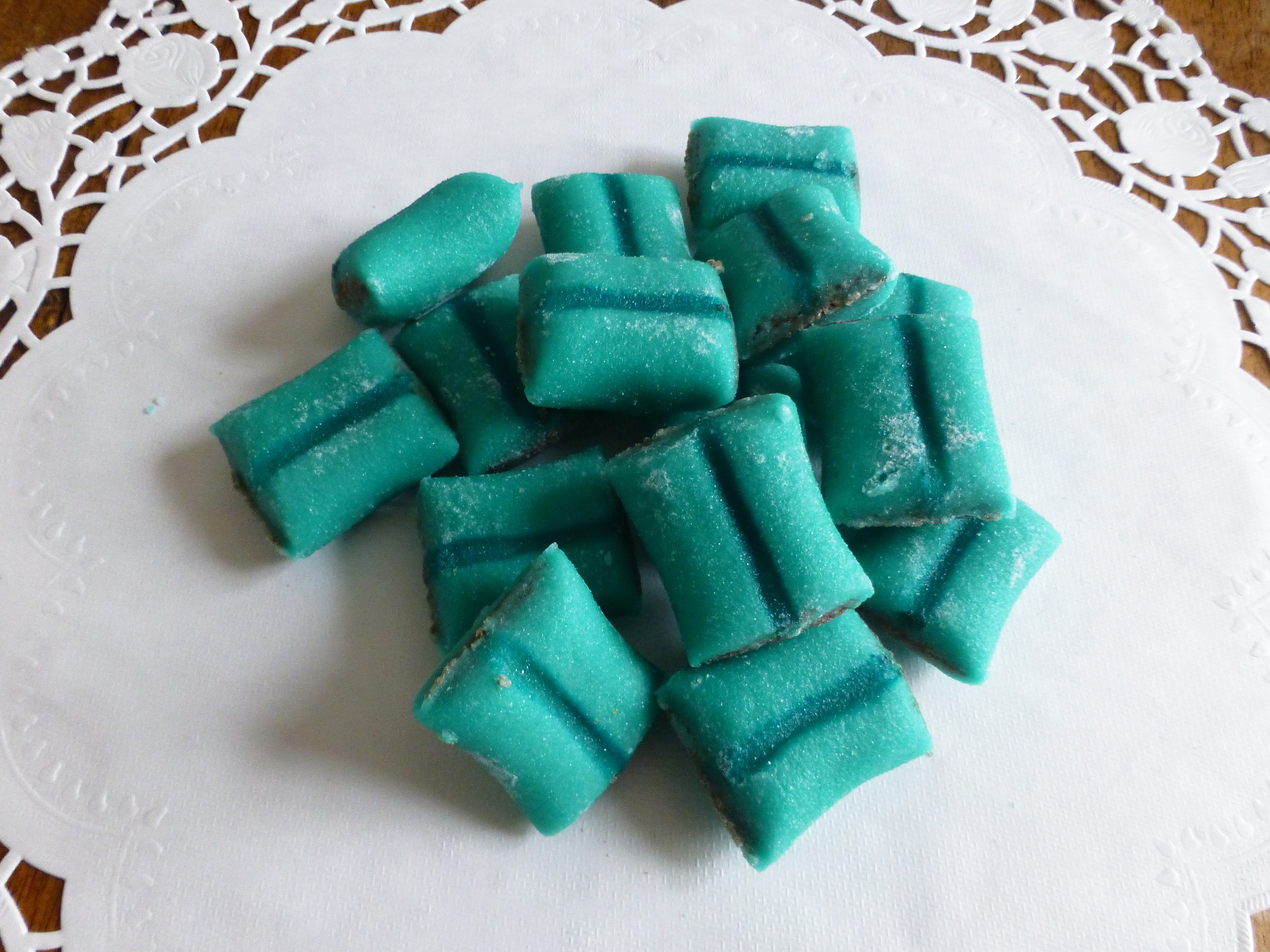
クッサン・ド・リヨン

クッサン・ド・リヨン（フランス語: Coussin de Lyon）はフランス・リヨンの銘菓、砂糖菓子（コンフィズリー）である。単にクッサンと呼ばれることもある。鮮やかなグリーンの外観が特徴。
「クッサン」は「クッション」の意で、祈りの際に用いられるクッションをかたどったことから名付けられている。リヨンでは17世紀にペストが流行した際、クッションの上に金貨を乗せたものを教会に捧げたところ、ペストの流行が収まったという伝説がある。
キュラソーの効いたガナッシュをマジパンでくるんだ一口サイズの砂糖菓子である。マジパンにはオレンジキュラソーを入れて作るため、グリーンに仕上がる。
1960年にリヨンのショコラティエ・ヴォワザンが創作した砂糖菓子である。大変な人気菓子であり、他のパティスリーやショコラティエによる類似品も作られている。